# Claire McNab
Pour les articles homonymes, voir McNab.
Claire McNab, née Claire Carmichael le 4 août 1940 à Melbourne, est une femme de lettres australienne, auteur de plusieurs romans policiers et d'espionnage dont les héroïnes sont lesbiennes. En outre, elle signe de son patronyme des œuvres de science-fiction appartenant à la littérature d'enfance et de jeunesse.

## Biographie
Professeur dans un High school de Sydney, Claire McNab commence en parallèle à rédiger des comédies et divers textes avant d'abandonner son poste pour se consacrer à temps plein à l'écriture au milieu des années 1980. 
En 1994, après être devenue amoureuse d'une Américaine, elle déménage à Los Angeles. Elle enseigne les techniques de l'écriture à l'Université de Californie à Los Angeles.
Elle est connue pour ses deux séries de romans policiers lesbiens. Le détective inspecteur Carol Ashton de la police de Sydney mène l'enquête dans dix-sept romans. Kylie Kendall, gérante d'un pub dans un bled perdu du bush australien hérite de 51 % de l'agence de détectives californienne de son père. Elle décide donc de déménager à Los Angeles et de devenir une détective privée. Sorte de Crocodile Dundee lesbien, elle se mêle non sans déboires d'intrigues criminelles dans une veine nettement humoristique.
Claire McNab est également l'auteure d'une série d'espionnage ayant pour héroïne Denise Cleever, lesbienne et agente travaillant pour le compte des services secrets australiens (Australian Security Intelligence Organization), elle est chargée d'une demi-douzaine de missions, souvent de contre-espionnage.
Claire McNab contribue à la science-fiction sous la signature Claire Carmichael avec des œuvres appartenant à la littérature d'enfance et de jeunesse.
Membre de la Mystery Writers of America et de la Science Fiction Writers of America, elle est lauréate du prix Alice B Readers en 2006.

## Œuvre

### Romans policiers

#### SérieCarol Ashton
- Lessons In Murder (1988) Publié en français sous le titre Leçons  de meurtre, traduit par Marc-Éric Hédenne, Montblanc, H & O éditions, 2001  (ISBN 2-84547-025-8)
- Fatal Reunion (1989)
- Death Down Under (1989)
- Cop Out (1991)
- Dead Certain (1992), aussi publié sous le titre Off Key
- Body Guard (1994)
- Double Bluff (1995)
- Inner Circle (1996)
- Chain Letter (1997)
- Past Due (1998)
- Set Up (1999)
- Under Suspicion (2000)
- Death Club (2001)
- Accidental Murder (2002)
- Blood Link (2003)
- Fall Guy (2004)
- Lethal Care (2012)

#### SérieKylie Kendall
- Wombat Strategy (2004) Publié en français sous le titre La Tactique du wombat, traduit par Cécile Dumas, Paris, KTM éditions, 2006  (ISBN 2-913066-25-9)
- Kookaburra Gambit (2005) Publié en français sous le titre Le Coup du kookaburra, traduit par Cécile Dumas, Paris, KTM éditions, 2008  (ISBN 978-2-913066-36-6)
- The Quokka Question (2005)
- Dingo Dilemma (2006)
- Platypus Ploy (2007)

#### Autre roman policier
- Deadly Friends (1997), court roman

### Romans d'espionnage

#### SérieDenise Cleever
- Murder Undercover (2000) Publié en français sous le titre L'Île du double jeu, traduit par Cécile Dumas, Paris, KTM éditions, 2006  (ISBN 2-913066-28-3)
- Death Understood (2000) Publié en français sous le titre Les Disparus de l'Outback, traduit par Cécile Dumas, Paris, KTM éditions, 2000  (ISBN 978-2-913066-39-7)
- Out of Sight (2001)
- Recognition Factor (2002)
- Death by Death (2003)
- Murder at Random (2005)

### Romans lesbiens
- Under the Southern Cross (1992) Publié en français sous le titre Antipodes, traduit par Cécile Dumas, Paris, KTM éditions, 2002  (ISBN 2-913066-12-7)
- Off Key (1992)
- Silent Heart (1993) Publié en français sous le titre À l'index, traduit par Emma Eckhert, Paris, KTM éditions, 2011  (ISBN 978-2-913066-51-9)
- Writing My Love (2006)
- Aspects of the Heart (2009)

### Essai
- The Loving Lesbian (1997), en collaboration avec Sharon Gedan

### Romans de science-fiction pour la jeunesse signés Claire Carmichael

#### SérieFabricants
- Originator (1998)
- Fabricant (1999)
- Incognito (2000)

#### TrilogieVirtual Realities
- Virtual Realities (1992)
- Cybersaur (1993)
- Worldwarp (1994)

#### Autres romans de science-fiction
- The Mystery of the Haunted Dog (1991)
- The Mystery of the Alien Spacecraft (1992)
- Doctor Death (1997)
- Saving Aunt Alice (2001)
- Freezing Eye (2003)
- Ads R Us (2006)
- Gotta B (2009)

## Prix et distinctions
- 2006 : Prix Alice B Readers